# Bernhard Below

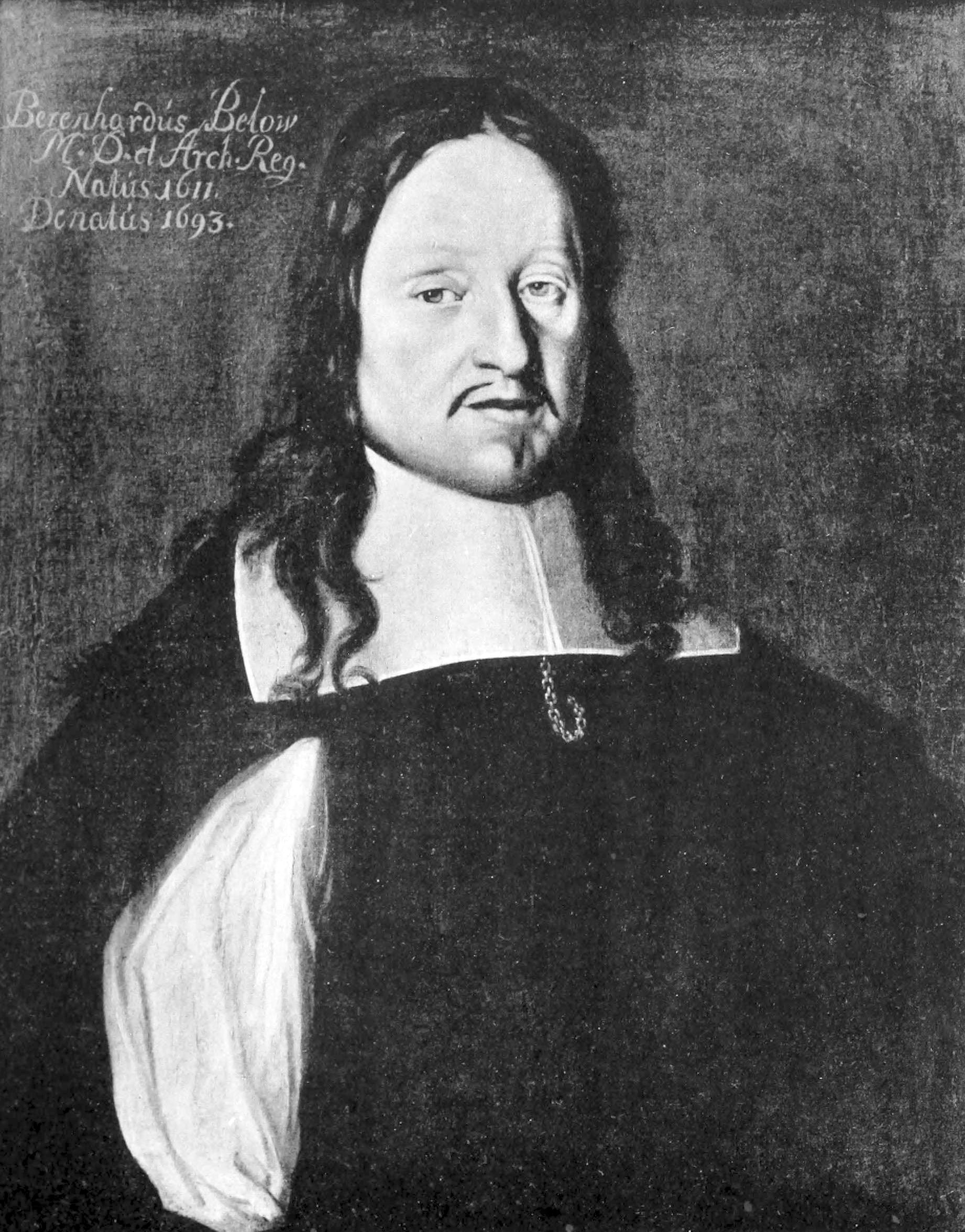
Bernhard Below

Bernhard Below (vollständiger Name: Bernhard Richard Below, auch Belau, Balau oder Belovius; * 1611 in Rostock; † 15. März 1692 in Stockholm) war ein deutsch-schwedischer Mediziner und königlich schwedischer Leibarzt.

## Leben
Below wurde 1611 als Sohn des Rostocker Bürgers Johann Below geboren. Sein Bruder war der spätere Professor der Medizin an der Universität Dorpat und Leibarzt der Zaren Michael I. (Russland) und Alexei I. (Russland) Johann Below (1601–1668). 
Bereits im Juni 1623 wurde er zum Studium an der Universität Rostock eingeschrieben. Anfang der 1630er Jahre wird er wahrscheinlich zum Dr. med. promoviert worden sein. 
Auf Betreiben des schwedischen Gouverneurs Schering Rosenhane (1609–1663) war Below dann ab 1639 als Stadtphysikus in Norrköping tätig. Ab 1645 war er Feldarzt in Schonen, 1647 Arzt bei der schwedischen Gesandtschaft in Moskau. 1648 wurde er zum Leibarzt der schwedischen Königin Christina berufen und diente auch deren Nachfolgern Karl X. Gustav und Karl XI. (Schweden) in dieser Funktion. Zur selben Zeit stand er als Hausarzt auch dem schwedischen Feldherrn und Staatsmann Magnus Gabriel De la Gardie zu Diensten. 
Im Jahre 1663 gehörte Bernhard Below außerdem zu den Mitbegründern des Collegium medicum, einer Organisation schwedischer Ärzte, die sich für höhere Standards in der Medizin und die Interessenvertretung der Ärzte einsetzte sowie dem Treiben von Quacksalbern und Scharlatanen entgegenwirken sollte.
Bernhard Belows Sohn war der schwedische Arzt und Professor der Medizin an der Universität Dorpat Jakob Friedrich Below (1669–1716).